# P. J. Byrne
Paul Jeffrey Byrne (Nova Jersey, 15 de dezembro de 1974), mais conhecido como P. J. Byrne ou PJ Byrne, é um ator norte-americano de cinema e televisão. Entre os principais trabalhos de sua carreira, estão seus papéis de Nicky Koskoff no filme The Wolf of Wall Street (2013) e Bolin na série de animação The Legend of Korra (2012–2014).

## Primeiros anos e educação
Nascido em Nova Jersey, Byrne é filho de Emma N. (Ferraro) e Paul I. Byrne Jr. Cresceu em Old Tappan, Nova Jersey, onde concluiu o ensino secundário em 1992. Graduou-se pela Boston College com dupla especialização em finanças e teatro e obteve um mestrado em belas artes (MFA) pela DePaul University. Estava a caminho de se tornar banqueiro de investimentos quando um professor de teatro do Boston College o convenceu a tornar-se ator profissional.

## Carreira
No início dos anos 2000, Byrne começou sua carreira desempenhando pequenos papéis em filmes como Bruce Almighty, Fun with Dick and Jane, Bewitched e Because I Said So. Ele também participou de episódios de, entre outras telesséries, ER, The West Wing, Reunion e NCIS antes de conseguir um papel recorrente em The Game. A partir da década de 2010, passou a ter papéis de maior destaque em filmes como Dinner for Schmucks, Extraordinary Measures, The Campaign e Horrible Bosses. Ele foi escalado para o elenco principal do longa-metragem de terror Final Destination 5 (2011), que recebeu críticas positivas e foi um sucesso comercial.
Além de seus papéis na tela, Byrne forneceu a voz de Bolin, um dos personagens principais da série de animação The Legend of Korra, da Nickelodeon, desde o início do programa em 2012 até 2014, quando a atração foi encerrada. Em 2013, ele apareceu no filme The Wolf of Wall Street, dirigido por Martin Scorsese e estrelado por Leonardo DiCaprio; a produção recebeu elogios da crítica e foi indicado a vários prêmios. No ano seguinte, interpretou um dos protagonistas da série Intelligence, exibida pela CBS, ao lado de Josh Holloway e John Billingsley. Juntou-se a Dwayne Johnson no filme de ação Rampage, lançado em 2018.

## Vida pessoal
Byrne reside em Los Angeles com sua esposa, Jaime Nicole Padula, com quem se casou em 2007. Ela foi diretora executiva em Los Angeles e Beverly Hills para serviços de saúde e angariação de fundos para a Associação de Distrofia Muscular e tornou-se presidente da Jaime Byrne Events, LLC. O casal tem duas filhas e um filho.

## Filmografia

### Cinema
| Ano  | Título                                    | Papel                            | Notas                                | Ref.   |
| ---- | ----------------------------------------- | -------------------------------- | ------------------------------------ | ------ |
| 2001 | Max Keeble's Big Move                     | D.J. / Jovem executivo           | Não creditado                        | [ 13 ] |
| 2002 | Blood Work                                | Forense                          |                                      | [ 14 ] |
| 2002 | 29 Palms                                  | Médico                           |                                      | [ 14 ] |
| 2003 | Neighbor                                  |                                  | Curta-metragem                       | [ 13 ] |
| 2003 | Bruce Almighty                            | Funcionário da redação em pânico |                                      | [ 14 ] |
| 2005 | Fun with Dick and Jane                    | Executivo risonho                |                                      | [ 14 ] |
| 2005 | Bewitched                                 | Escritor                         |                                      | [ 14 ] |
| 2007 | Evan Almighty                             | Funcionário de Evan              |                                      | [ 14 ] |
| 2007 | Charlie Wilson's War                      | Jim Van Wagenen                  |                                      | [ 14 ] |
| 2007 | Loveless in Los Angeles                   | Perry, o diretor de elenco       |                                      | [ 15 ] |
| 2007 | Because I Said So                         | Fotógrafo                        |                                      | [ 14 ] |
| 2008 | Kissing Cousins                           | Tucker                           |                                      | [ 14 ] |
| 2008 | First Sunday                              | D.A. assistente                  |                                      | [ 14 ] |
| 2008 | Finding Bliss                             | Gary                             |                                      | [ 14 ] |
| 2008 | Be Kind Rewind                            | Sr. Baker                        |                                      | [ 14 ] |
| 2008 | Surfer, Dude                              | Advogado de Zarno                |                                      | [ 15 ] |
| 2008 | Soul Men                                  | Médico de Floyd                  |                                      | [ 16 ] |
| 2010 | Extraordinary Measures                    | Dr. Preston                      |                                      | [ 14 ] |
| 2010 | Dinner for Schmucks                       | Davenport                        |                                      | [ 14 ] |
| 2010 | Monster Heroes                            | Filho na sitcom                  |                                      | [ 15 ] |
| 2011 | The Candidate                             | Paul                             | Curta-metragem                       | [ 13 ] |
| 2011 | Son of Morning                            | Mitchel Zangwell                 |                                      | [ 17 ] |
| 2011 | Horrible Bosses                           | Kenny Sommerfield                |                                      | [ 14 ] |
| 2011 | Final Destination 5                       | Isaac                            |                                      | [ 16 ] |
| 2011 | Witness Insecurity                        | Perry                            | tcc. Absolute Killers e Snitch       | [ 15 ] |
| 2012 | Coffees                                   | Barry                            | Curta-metragem                       | [ 13 ] |
| 2012 | The Campaign                              | Rick                             |                                      | [ 14 ] |
| 2012 | K-11                                      | C.R.                             |                                      | [ 14 ] |
| 2012 | The Last Supper                           |                                  | Curta-metragem; roteirista e diretor | [ 18 ] |
| 2013 | The Wolf of Wall Street                   | Nicky Koskoff                    |                                      | [ 17 ] |
| 2014 | Walk of Shame                             | Moshe                            |                                      | [ 15 ] |
| 2015 | The Gift                                  | Danny                            |                                      | [ 16 ] |
| 2015 | Men of Granite                            | Brownie                          |                                      | [ 13 ] |
| 2016 | True Memoirs of an International Assassin | Trent                            |                                      | [ 14 ] |
| 2017 | The Clapper                               | Sr. Caldwell                     |                                      | [ 14 ] |
| 2017 | Home Again                                | Paul                             |                                      | [ 14 ] |
| 2017 | Eloise                                    | Scott Carter                     |                                      | [ 14 ] |
| 2017 | Miyubi                                    |                                  |                                      | [ 17 ] |
| 2017 | Three Women                               | Barry                            | Curta-metragem                       | [ 13 ] |
| 2018 | Sorry About Your Wife                     | Felix                            | Curta-metragem                       | [ 13 ] |
| 2018 | The 15:17 to Paris                        | Sr. Henry                        |                                      | [ 16 ] |
| 2018 | Rampage                                   | Nelson                           |                                      | [ 14 ] |
| 2018 | Green Book                                | Executivo de registro            |                                      | [ 14 ] |
| 2019 | Mob Town                                  | Vincent Vasisko                  |                                      | [ 14 ] |
| 2019 | The World Without You                     | Amram                            |                                      | [ 17 ] |
| 2019 | Countdown                                 | Padre John                       |                                      | [ 17 ] |
| 2019 | Bombshell                                 | Neil Cavuto                      |                                      | [ 16 ] |
| 2022 | The Moon & Back                           | Sr. Martin                       |                                      | [ 19 ] |
| 2022 | Somewhere in Queens                       | Ben Parson                       |                                      | [ 20 ] |
| 2022 | Spirited                                  | Sr. Alteli                       |                                      | [ 17 ] |
| 2022 | Babylon                                   | AD de Ruth                       | Pós-produção                         | [ 17 ] |
| 2022 | Shazam! Fury of the Gods                  | Pediatra                         | Pós-produção                         | [ 21 ] |
| 2023 | Coyote vs. Acme                           | Bill                             | tcc. Coyote v. Acme                  | [ 22 ] |

### Televisão
| Ano     | Título                              | Papel                      | Notas                                             | Ref.   |
| ------- | ----------------------------------- | -------------------------- | ------------------------------------------------- | ------ |
| 2002    | Presidio Med                        | Dr. Whitby                 | Episódio: "Milagros"                              | [ 23 ] |
| 2002    | ER                                  | Ken, o homem do quiosque   | Episódio: "Dead Again"                            | [ 24 ] |
| 2003    | The Lyon's Den                      | Larry Michaels             | Episódio: "Blood"                                 | [ 15 ] |
| 2003    | Strong Medicine                     | Levin                      | Episódio: "Rash Decisions"                        | [ 25 ] |
| 2003    | Yes, Dear                           | AD                         | Episódio: "Let's Get Jaggy with It"               | [ 26 ] |
| 2003    | Crossing Jordan                     | Legista louco              | Episódio: "Ockham's Razor"                        | [ 27 ] |
| 2004    | Clubhouse                           | Bordon                     | Episódio: "Spectator Interference"                | [ 27 ] |
| 2005    | The West Wing                       | David Orbitz               | Episódio: "Ninety Miles Away"                     | [ 24 ] |
| 2005    | Twins                               | Eric                       | Episódio: "Sneaks and Geeks"                      | [ 15 ] |
| 2005    | Reunion                             | Alger                      | Episódio: "1986"                                  | [ 15 ] |
| 2005    | NCIS                                | Ross Logan                 | Episódio: "Deception"                             | [ 15 ] |
| 2006    | The New Adventures of Old Christine | Doug                       | 2 episódios                                       | [ 15 ] |
| 2006    | My Boys                             | Keith Luger                | Episódio: "Released"                              | [ 28 ] |
| 2006    | Just Legal                          | Wayne                      | Episódio: "Body in the Trunk"                     | [ 29 ] |
| 2006    | Reno 911!                           | Bruce Padul                | Episódio: "Spanish Mike Comes Back"               | [ 27 ] |
| 2006    | Four Kings                          | Sheldon                    | Episódio: "Elephant in the Room"                  | [ 27 ] |
| 2007    | Viva Laughlin                       | Jonesy                     | Elenco principal                                  | [ 27 ] |
| 2007    | Desperate Housewives                | Nick                       | Episódio: "Not While I'm Around"                  | [ 24 ] |
| 2007    | Boston Legal                        | Matthew Steinkellner       | Episódio: "Dumping Bella"                         | [ 24 ] |
| 2007–12 | The Game                            | Irv Smiff                  | Recorrente                                        | [ 24 ] |
| 2008    | Hannah Montana                      | Baz B. Berkley             | 2 episódios                                       | [ 15 ] |
| 2009    | Three Rivers                        | Dale Coffey                | Episódio: "Place of Life"                         | [ 15 ] |
| 2009    | It's Always Sunny in Philadelphia   | Tad                        | Episódio: "The Gang Exploits the Mortgage Crisis" | [ 24 ] |
| 2009    | Bones                               | Joe Fillion                | Episódio: "The Cinderella in the Cardboard"       | [ 24 ] |
| 2009    | Burn Notice                         | Stacey Conolly             | Episódio: "Fearless Leader"                       | [ 27 ] |
| 2010    | The Mentalist                       | Kieran Carruthers          | Episódio: "Rhapsody in Red"                       | [ 15 ] |
| 2010    | Castle                              | Tony                       | Episódio: "To Love and Die in LA"                 | [ 15 ] |
| 2012    | Over and Out                        | Kip                        | Piloto                                            | [ 15 ] |
| 2012    | Are You There, Chelsea?             | Elliot                     | Episódio: "Strays"                                | [ 30 ] |
| 2012–14 | The Legend of Korra                 | Bolin                      | Elenco principal; voz                             | [ 24 ] |
| 2014    | Intelligence                        | Nelson Cassidy             | Elenco principal                                  | [ 10 ] |
| 2016    | Vinyl                               | Scott Levitt               | Elenco principal                                  | [ 24 ] |
| 2016    | Blindspot                           | Douglas Winter             | Episódio: "Her Spy's Mind"                        | [ 27 ] |
| 2016    | Bunnicula                           | Dragão / Monstro de pedra  | Voz                                               | [ 31 ] |
| 2016–17 | Justice League Action               | Firestorm / Ronnie Raymond | Recorrente; voz                                   | [ 31 ] |
| 2017    | Tremors                             | Melvin                     | Piloto                                            | [ 15 ] |
| 2017-19 | Big Little Lies                     | Diretor Nippal             | Recorrente                                        | [ 15 ] |
| 2017-18 | I'm Dying Up Here                   | Kenny Vessey               | Recorrente                                        | [ 15 ] |
| 2018    | Dynasty                             | Stuart                     | 2 episódios                                       | [ 15 ] |
| 2018–19 | Black Lightning                     | Diretor Mike Lowry         | 4 episódios                                       | [ 15 ] |
| 2019    | Black-ish                           | Sr. Solomon                | Episódios: "Wilds of Valley Glen"                 | [ 32 ] |
| 2020-22 | The Boys                            | Adam Bourke                | 3 episódios                                       | [ 15 ] |
| 2021    | Ghosts                              | Dan Herbst                 | Episódio piloto                                   | [ 27 ] |
| 2021    | Never Have I Ever                   | Evan                       | Recorrente; temporada 2                           | [ 33 ] |
| 2021    | Them                                | Stuart Berks               | Temporada1                                        | [ 34 ] |
| 2021    | Cobra Kai                           | Greg                       | Temporada 4                                       | [ 35 ] |
| 2022    | Roar                                | Rodney                     | 1 episódio                                        | [ 15 ] |
| 2022    | Irreverent                          | Mackenzie Boyd             | Temporada 1                                       | [ 15 ] |
| Anl.    | The Big Cigar                       | Steve Blauner              | Minissérie futura                                 | [ 36 ] |

### Vídeo musical
| Ano  | Título        | Artista      | Papel   | Ref.   |
| ---- | ------------- | ------------ | ------- | ------ |
| 2011 | "New Romance" | Miles Fisher | Screech | [ 37 ] |

### Jogo eletrônico
| Ano  | Título              | Papel | Notas | Ref.   |
| ---- | ------------------- | ----- | ----- | ------ |
| 2014 | The Legend of Korra | Bolin | Voz   | [ 31 ] |